# Kaliopa
Kaliopa (grč. Καλλιόπη, Kalliópê) jedna je od devet Muza, Zeusova i Mnemozinina kći. Zaštitnica je epskog pjesništva i govorništva.

## Etimologija
Kaliopino grčko ime izvedenica je od grčkih riječi κάλλος, kállos = "ljepota" i οψ, ops = "glas".

## Karakteristike
Atributi su joj voštana pločica i pisaljka, često je nosila svitak papira ili knjigu, a prikazivana je i sa zlatnom krunom.

## Mitologija
Imala je dva sina - Orfeja i Linusa s Apolonom ili tračkim kraljem Eagrom. Bila je najstarija i najmudrija od Muza. Bila je sudac u raspravi između Adonisa te Afrodite i Perzefone, davši svakoj da provede jednaku količinu vremena s njime.
Ahileja je pak naučila da pjevajući razveseli svoje prijatelje.

### Homer
Znana je i kao Homerova Muza jer je božica epskog pjesništva, a on je zaziva u svojim djelima - Ilijadi i Odiseji:

Srdžbu mi, boginjo, pjevaj Ahileja, Peleju sina

Pogubnu, kojano zada Ahejcima tisuću jada (...)
(Ilijada, invokacija)

O junaku mi kazuj, o Muzo, o prometnom onom

Koji se mnogo naluto razorivši presvetu Troju (...)
(Odiseja, invokacija)

## Vanjske poveznice
- Kaliopa u klasičnoj literaturi i umjetnosti (engl.)